# Parafia Podwyższenia Krzyża Świętego w Otyniu
Parafia Podwyższenia Krzyża Świętego w Otyniu – parafia rzymskokatolicka, położona w dekanacie Nowa Sól, diecezji zielonogórsko-gorzowskiej, metropolii szczecińsko-kamieńskiej w Polsce, erygowana w XIV wieku. Kościół parafialny od 8 grudnia 2005 jest sanktuarium Matki Bożej Klenickiej - Królowej Pokoju

## Proboszczowie (kustosze sanktuarium)
- ks. Zbigniew Tartak (od 2016)
- ks. Grzegorz Sopniewski (2002-2016)
- ks. Stanisław Kielar (1995-2002)
- ks. Władysław Szeremet (1970-1995)
- ks. Antoni Lisak (1945-1970)